# Gobierno de la India
El gobierno de India oficialmente denominado el Gobierno de la Unión,o comúnmente Gobierno Central, fue establecido por la Constitución de la India, y es la autoridad de gobierno de una unión federal que Son Estados y territorios de la India|en total son 28 estados y 8 territorios de la unión  , colectivamente llamado la República de la India. Las leyes básicas civiles y penales que hacen los  gobiernos a los ciudadanos de India son definidas en una serie de importantes leyes del parlamento, tales como el Código Penal de India, el Código de Procedimientos Criminales, etc. Los gobiernos federales (unión) y gobiernos de los estados o provincias individuales consisten de ramas ejecutiva, legislativa y judicial. El sistema legal aplicado a los gobiernos federal y de las provincias está basado en el derecho anglosajón y en la Ley Orgánica. India acepta la jurisdicción de la Corte Internacional de Justicia con varias reservas. A nivel local, el sistema de gobierno [Panchayat] posee varias funciones administrativas descentralizadas.

## Cargos actuales
Presidente de India: Draupadi Murmu
Vicepresidente de India: Jagdeep Dhankhar
Primer ministro de India:Narendra Modi
Portavoz de lok sabha (cámara baja del parlamento indio) : Om Birla 